# 鞠殷
鞠 殷（きく いん、生没年不詳）は、五胡十六国時代の前燕の人物。東萊郡の出身。前燕の大長秋鞠彭の子。

## 生涯
前燕に仕え、尚書左丞に任じられていた。
356年11月、東萊郡太守に任じられた。父の鞠彭は書簡を送り、王弥と曹嶷の子孫を探し、これを招撫して旧怨による乱の原因を断つようにと戒めた。鞠殷は王弥の従子の王立、曹嶷の孫の曹巌を山中より探し出し、面会して交流を深めた。鞠彭も使者を派遣して、車馬衣服を贈った。これにより、郡の民衆は安寧を得ることができた。
これ以後の事績は、史書に記されていない。